# District de Shaheed Benazirabad
Le district de Shaheed Benazir Abad (en sindhi : ضلعو بينظير آباد), ou anciennement le district de Nawabshah (نوابشاہ) est une subdivision administrative de la province du Sind au Pakistan.
District du centre de la province du Sind, il contient de nombreuses institutions d'enseignement, notamment supérieurs. Sa capitale, Nawabshah, est par ailleurs la cinquième plus grande ville du district. En 2008, le district est renommé en l'honneur de Benazir Bhutto.

## Histoire

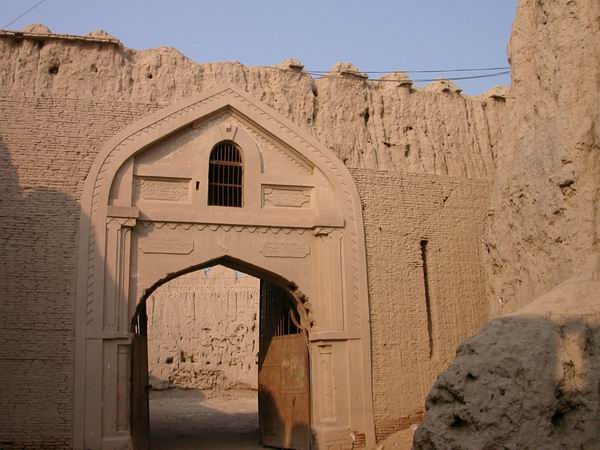
Le fort de Dalel Dero, situé dans le district.

La région correspondant aujourd'hui au district a été sous la domination de diverses puissances au cours de l'histoire, notamment le Sultanat de Delhi puis l'Empire moghol. Il est intégré au Raj britannique en 1858, puis la population majoritairement musulmane a soutenu la création du Pakistan en 1947.
Le district de Nawabshah est créé en 1912 mais il perd une partie de sa superficie en 1954 quand le district de Sanghar est créé puis de nouveau en 1989 avec la création du district de Naushahro Feroze.
En septembre 2008, une résolution déposée par quatre des cinq députés provinciaux du district est adoptée par l'Assemblée nationale et renomme le district de Nawabshah en « Shaheed Benazir Abad », en l'honneur de l'ancienne Première ministre Benazir Bhutto, assassinée en décembre 2007. Il était avant nommé en l'honneur de Syed Nawabshah.

## Démographie
Lors du recensement de 1998, la population du district a été évaluée à 1 071 533 personnes, dont environ 26 % d'urbains. Le taux d'alphabétisation était de 34 % environ, inférieur aux moyennes nationale et provinciale de 44 % et 45 % respectivement. Il se situait à 48 % pour les hommes et 20 % pour les femmes, soit un différentiel de 28 points, nettement supérieure aux 20 points de la province du Sind.
Le recensement suivant mené en 2017 pointe une population de 1 612 847 habitants, soit une croissance annuelle de 2 %, un peu inférieure aux moyennes nationale et provinciale de 2,4 %. Le taux d'urbanisation augmente un peu pour s'établir à 30 %.
La langue la plus parlée du district est le sindhi (79 %) mais contient des minorités parlant ourdou (9 %) et pendjabi (8 %).
Les minorités religieuses sont des hindous (4 % en 1998) et chrétiens (1,5 %).

## Administration

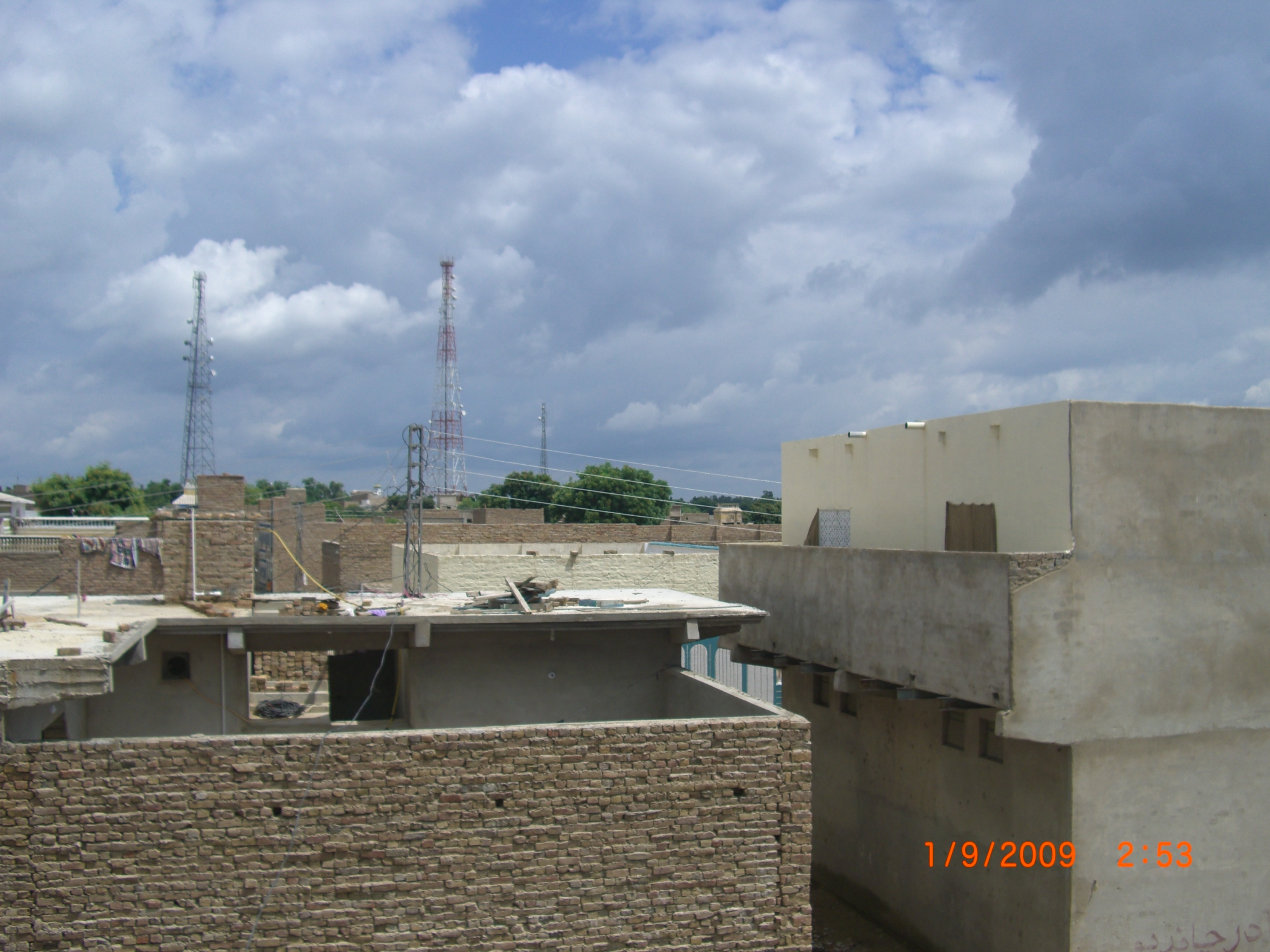
La ville de Sakrand.

Le district est divisé en quatre tehsils (ou talukas) : Daur, Nawabshah, Kazi Ahmed et Sakrand, ainsi que 58 Union Councils.
| Tehsil     | Population (rec. 2017) |
| ---------- | ---------------------- |
| Daur       | 477 357                |
| Nawabshah  | 348 702                |
| Kazi Ahmed | 413 913                |
| Sakrand    | 372 875                |

La capitale, Nawabshah, est peuplée de 279 688 habitants en 2017, ce qui en fait de loin la ville la plus peuplée du district la cinquième plus grande ville de la province du Sind. Elle rassemble près de 17 % des habitants du district et 57 % de sa population urbaine.
| Ville      | Population (rec. 2017) |
| ---------- | ---------------------- |
| Nawabshah  | 279 688                |
| Sakrand    | 65 699                 |
| Bandhi     | 32 151                 |
| Daur       | 28 230                 |
| Kazi Ahmed | 24 305                 |

## Économie et éducation

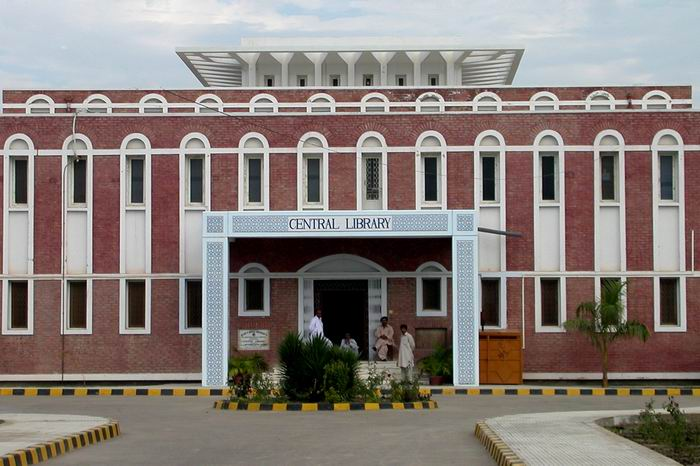
Bibliothèque universitaire à Nawabshah.

Malgré la présence de Nawabshah, l'une des plus grandes villes de la province, le district est principalement rural et l'agriculture y joue un rôle important. La population cultive du blé, du coton, de la banane et de la canne à sucre notamment. La ville est reliée au réseau ferroviaire, étant idéalement située sur la ligne Karachi-Lahore. Sakrand est également relié au train par une ligne secondaire.
Selon un classement national sur la qualité de l'éducation, le district se trouve en dessous de la médiane du pays, avec une note de 45 sur 100 et une égalité entre filles et garçons de 74 %. Il est classé 125e sur 141 districts au niveau des résultats scolaires et 77e sur 155 au niveau de la qualité des infrastructures des établissements du primaire. Le district contient par ailleurs de nombreuses institutions d'enseignement supérieur et secondaire. On y trouve notamment trois universités d'ingénieur, de médecine et de sciences vétérinaires.

## Politique
Le district est représenté par les cinq circonscriptions no 24 à 28 à l'Assemblée provinciale du Sind. Lors des élections législatives de 2008, elles sont toutes remportées par des candidats du Parti du peuple pakistanais (PPP), et de même durant les élections législatives de 2013. À l'Assemblée nationale, il est représenté par les deux circonscriptions no 213 et 214. Lors des élections de 2008, elles ont été toutes deux remportées par des candidats du PPP, et de même durant les élections de 2013.
À la suite de la réforme électorale de 2018, le district est représenté par les deux circonscriptions no 213 à 214 à l'Assemblée nationale ainsi que les quatre circonscriptions no 37 à 40 de l'Assemblée provinciale. Lors des élections législatives de 2018, elles sont de nouveaux toutes remportées par des candidats du PPP.
| Parti                                       | Voix (national) | %       | Élus nationaux | Élus provinciaux |
| ------------------------------------------- | --------------- | ------- | -------------- | ---------------- |
| Parti du peuple pakistanais                 | 212 291         | 56,45 % | 2              | 4                |
| Sindh United Party                          | 54 697          | 14,54 % | 0              | 0                |
| Grande alliance démocratique                | 54 346          | 14,45 % | 0              | 0                |
| Autres partis                               | 30 804          | 8,19 %  | 0              | 0                |
| Indépendants                                | 23 934          | 6,36 %  | 0              | 0                |
| Total exprimés (participation : 50,97 %)    | 376 072         | 100 %   | 2              | 4                |
| Source : Commission électorale du Pakistan, |                 |         |                |                  |